# إسرائيل غارسيا
إسرائيل غارسيا مواليد 12 مايو 1970 في سان خوان، هو ملاكم محترف بورتوريكي يصنف ضمن فئة الوزن الثقيل.

## إحصائيات
خاض خلال مسيرته 23 نزالا، فاز في 20 ولم يتعادل وخسر في 3. فاز بالضربة القاضية في 11 نزالا.

## روابط خارجية
- إسرائيل غارسيا على موقع بوكس ريك (الإنجليزية) (registration required)